# هيلمار يوهانسن
هيلمار يوهانسن (بالنرويجية البوكمول: Hjalmar Johansen)‏ هو مستكشف نرويجي، ولد في 15 مايو 1867 في شين في النرويج، وتوفي في 3 يناير 1913 في كريستيانية ‏ في النرويج.